# Theodore Willem Lodewijk van Heemstra
Theodore Willem Lodewijk baron van Heemstra (Sassenheim, 27 maart 1883 – Zutphen, 31 maart 1945) was werkzaam bij de Nederlandse Spoorwegen als hoofdingenieur van het Seinwezen. Tijdens de Tweede Wereldoorlog was hij lid van het verzet.

## Biografie
Hij werd geboren in Sassenheim, als zoon van Schelto van Heemstra en Catharina Elisabeth Louise Sloet Van Zwanenburg. In 1913 trouwde hij met Henriette Hester Johanna van Asch van Wijck.
Ten tijde van het uitbreken van de Tweede Wereldoorlog was hij werkzaam in Nijmegen. Hij werd actief in het verzet. Hij verstrekte onder andere voedselbonnen en geld aan ondergedoken spoorpersoneel in Oost-Nederland. Op 14 februari 1945 werd hij gearresteerd in Zutphen. Na zes weken gevangenschap in het Huis van Bewaring werd hij op 31 maart 1945, aan de vooravond van de bevrijding van Zutphen, met acht andere personen aan de IJsselkade in Zutphen gefusilleerd. Zijn lichaam werd op 17 april 1945 in de IJssel gevonden. Hij werd vervolgens voorlopig te Zutphen begraven. Hij werd in augustus 1945 herbegraven in een familiegraf op de gemeentelijke begraafplaats Rusthof te Amersfoort.

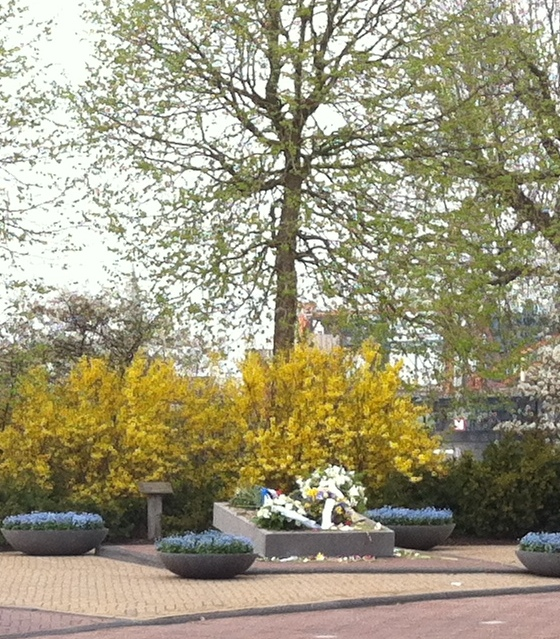
IJsselkade monument

In 1946 werd hem postuum het Verzetskruis toegekend. De uitreiking vond plaats op 8 mei 1946 in de Troonzaal van het Paleis op de Dam in Amsterdam. Zijn naam staat vermeld op de Erelijst van Gevallenen 1940-1945, op een bronzen plaquette in het NS-station te Nijmegen en op het monument aan de IJsselkade in Zutphen. Er is voor hem een struikelsteen geplaatst voor zijn voormalige woonadres Prinses Marielaan 30 in Amersfoort. In Amersfoort is het Baron van Heemstraplein naar hem vernoemd.
H.J. van Aalderen
· P. van As
· M. Assies
· J.J. Barendsen
· J.A. Beekman
· H.D.J. Beernink
· L.R. Beijnen
· C.J. van den Berg-van der Vlis
· L.A. Bleys
· G. de Boer
· A.A. Bontekoe
· E.J. Bosch ridder van Rosenthal
· D.A. van den Bosch
· I.J. van den Bosch
· J.H. Bosch
· J.C.J. baron Brantsen
· A.L. Charroin
· F.G.M. Conijn
· M. Crans
· R.J. Dam
· F. Datema
· K.H. Derkzen van Angeren
· H. Dienske
· J.L.G. Doornik
· V. Dreyfus
· N. Dupont
· F. Duwaer
· S. Esmeijer
· G.H. Gelder
· J. Gelderman
· W.J. Gertenbach
· E.A. Giran
· O. Giran
· C.H. de Groot
· P.G.S. Guermonprez
· A. Hahn
· W. van Hall
· J.C.H.F. van Hanxleden Houwert
· Th.W.L. baron van Heemstra
· J.J. Hendrikx
· J.L. Hesselberg
· W.J. Heukels
· I. van der Horst
· J. ter Horst
· H.P. Hos
· J.F.H.M. baron van Hövell van Wezeveld en Westerflier
· B. IJzerdraat
· L. Jansen
· A. Kalter
· G.W. Kastein
· A. Keuter
· T.J. Kroeze
· D.M.R.H. Kroon
· H.Th. Kuipers-Rietberg
· A. Meerwaldt
· J.A.A. Mekel
· J.D. van Melle
· D.C.B. Mesritz
· M.-L.C. Meunier
· J.J. Mohr
· J.L. Moonen
· A.C. Nagtegaal
· F. Nieuwenhuijsen
· B. Oosthoek
· J. Oranje
· T. Pannekoek
· J. Post
· A.J. Rozeman
· V.H. Rutgers
· F.R. Ruys
· W. Santema
· J.J. Schaft
· Jhr. J. Schimmelpenninck
· R.L.A. Schoemaker
· G. Schoonman
· W.P. Speelman
· M. van der Stoep
· B.M. Telders
· A.O.H. Tellegen
· O.R. Thomsen
· G. Tieman
· T.W. de Tourton Bruijns
· L.M. Valstar
· G.J. van der Veen
· D. Verloop
· M.A.E. Verspyck
· P.M.R. Versteegh
· C. Vlot
· G. Weidner
· J.H. Westerveld
· H.B. Wiardi Beckman
· J.W. Wildschut
· J.R.E. Wüthrich
· L. Zwanenburg
· Onbekende Joodse soldaat